# Armes à feu au Japon
 (décembre 2010).

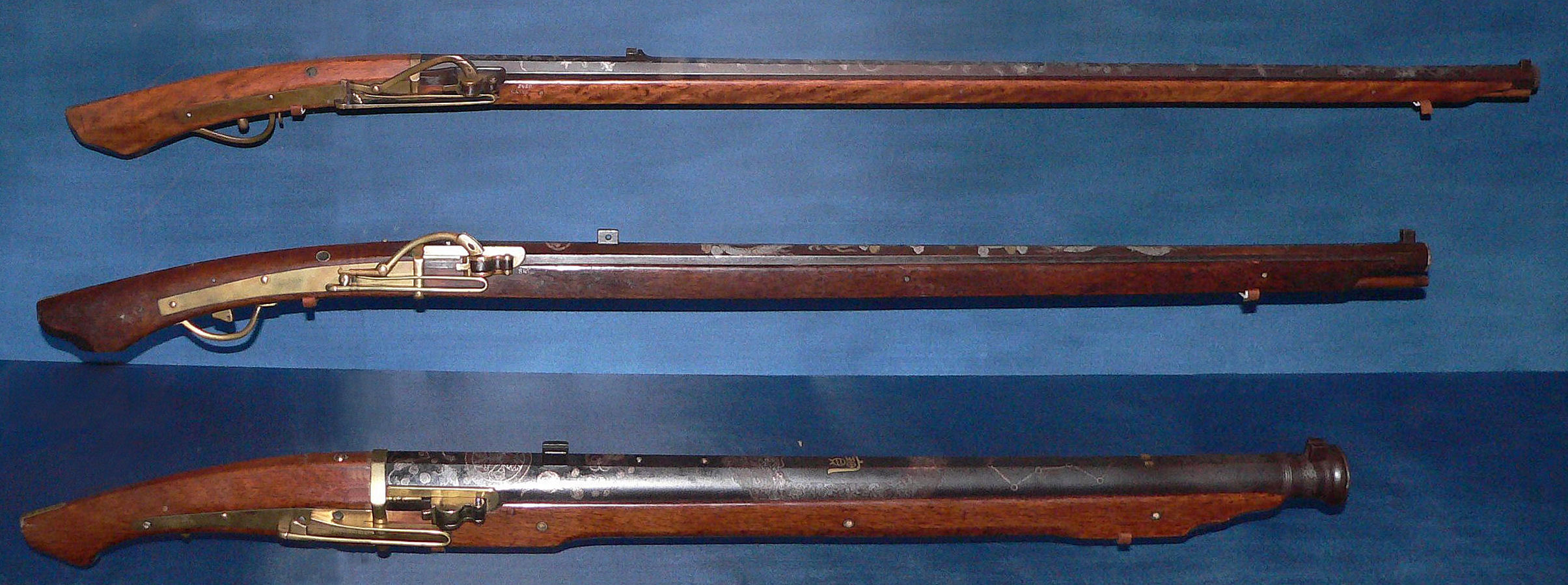
Arquebuse Tanegashima de la période Edo.

La présence des armes à feu au Japon couvre une période allant du XIIIe siècle à nos jours. Malgré un développement intense, avec une fabrication locale forte au cours du XVIe siècle, le Japon a presque totalement ignoré les armes à feu dans le cadre d'une politique de désarmement forcé, retournant à l'utilisation du sabre pendant les 250 années qui ont suivi, aidée par la politique d'isolement (Sakoku). L'utilisation des armes à feu au Japon a repris après 1854 avec le début des relations avec l'Occident et les conflits incessants de cette période.

## Teppô

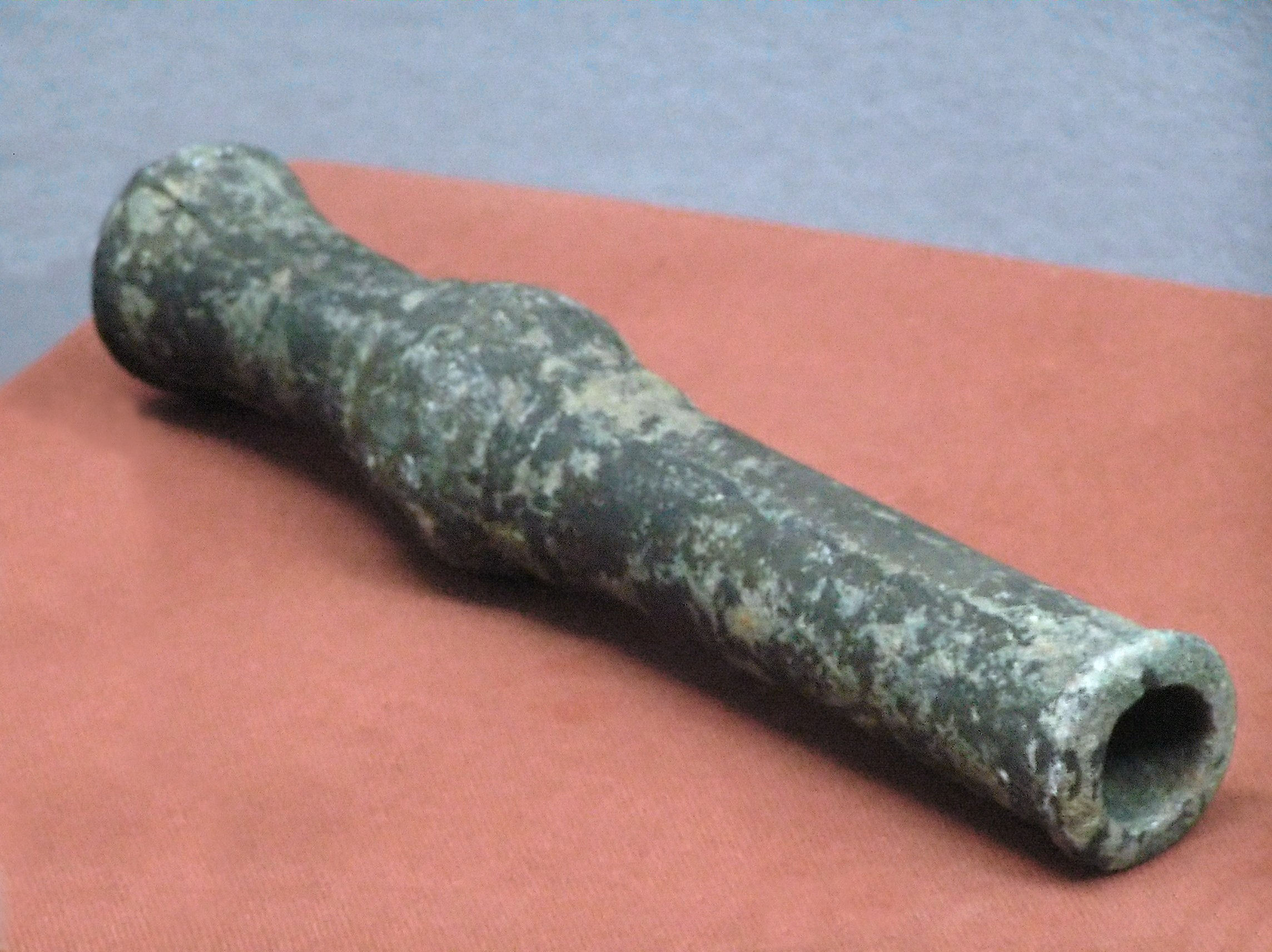
Un des premiers canons à main chinois.

En raison de sa proximité avec la Chine, le Japon était depuis longtemps familiarisé avec la poudre. Les armes à feu semblent être apparues dans le pays vers 1270. Elles ressemblaient alors à des espèces de tubes primitifs en métal appelées Teppô (鉄砲, littéralement « canon en fer »).
Ces armes étaient très simples, elles n'avaient ni gâchettes ni viseurs, et ne pourraient soutenir la comparaison avec les armes européennes qui ont été introduites au Japon plus de 250 ans plus tard.

## Tanegashima

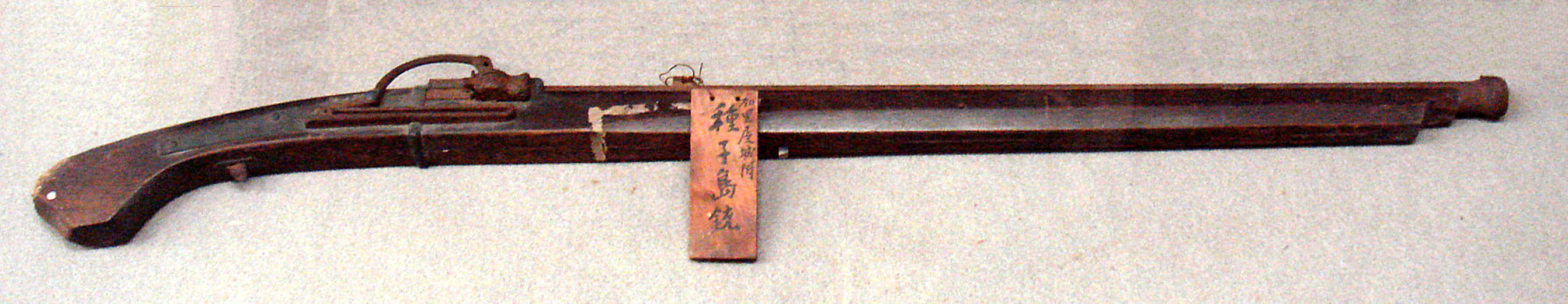
Un fusil Tanegashima

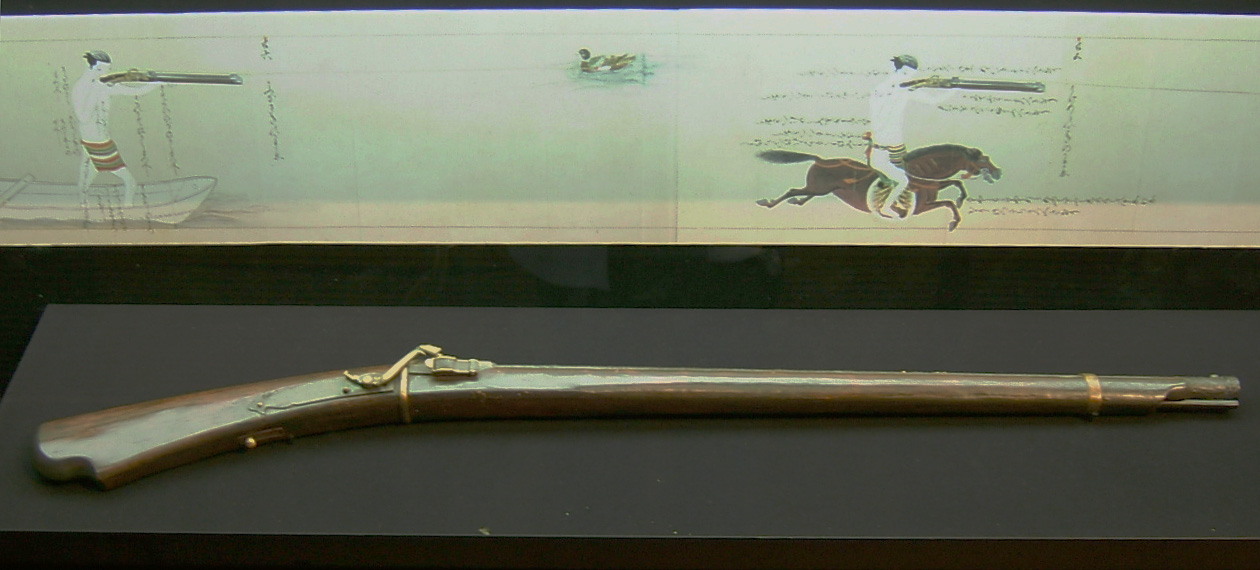
Exemple d'une arquebuse japonaise avec un mode d'emploi.

Les premiers fusils occidentaux ont sûrement été introduits au Japon par les Portugais en 1543. Année où un bateau portugais, faisant le trajet de Chine à Okinawa, a accosté sur l'île de Tanegashima.

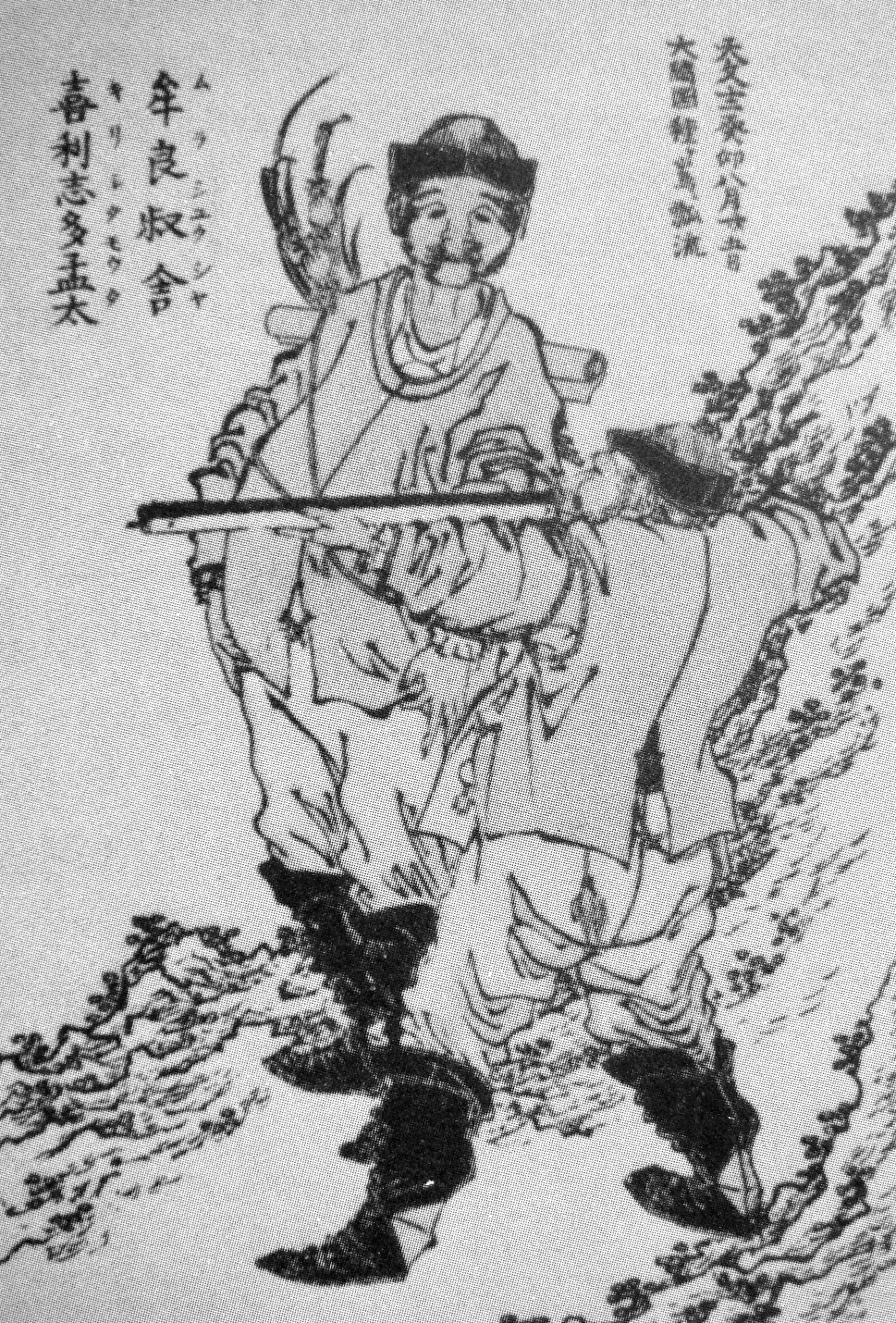
Premiers fusils occidentaux au Japon en 1543, par Hokusai (peinture sur bois de 1817).

Jusqu'à aujourd'hui, les armes à feu étaient familièrement surnommées « Tanega-shima » au Japon, en raison de la conviction qu'elles aient été introduites par les Portugais de ce bateau. Dans ses mémoires publiés en 1614, Fernão Mendes Pinto, un aventurier portugais, affirmait faire partie de cet équipage, bien que cette déclaration soit controversée et en contradiction avec une autre fois où il déclarait être en Birmanie au même moment. Cependant, Pinto semble avoir visité Tanegashima juste après.
Les Japonais ont fidèlement copié les fusils et les ont rapidement produits en grande quantité. Il est probable que leur facilité à reproduire ces armes dérive de leur savoir-faire préexistant de fabrication de l'acier et de leurs armes traditionnelles, comme en témoignent la qualité et la robustesse des lames japonaises (katana). À partir de 1560, les armes à feu furent généralisées dans les grandes batailles du Japon.

## Période Sengoku

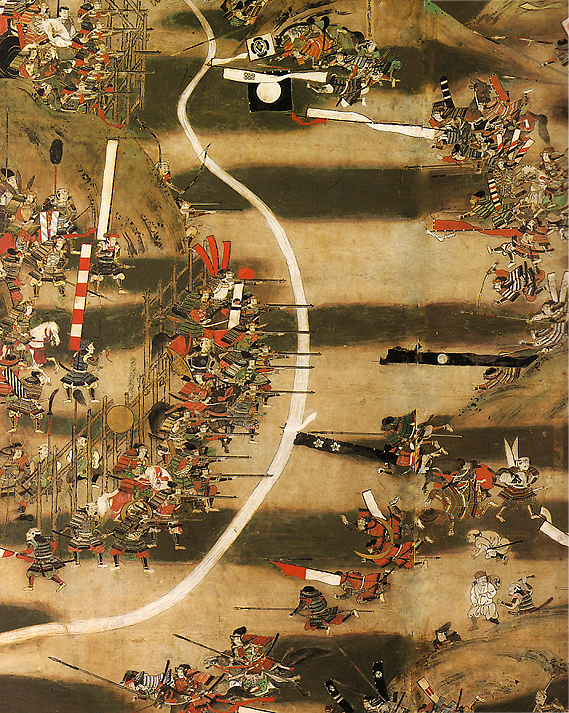
Rangs de fusiliers à la bataille de Nagashino de 1575.

Le pays fut constamment en guerre au cours de la période Sengoku entre 1490 et 1600, les seigneurs féodaux se disputant la suprématie. Les fusils à platines à mèche étaient très utilisés et tenaient un rôle important dans les batailles. En 1549, Nobunaga Oda commanda 500 fusils pour ses armées. L'avantage procuré par les armes à feu était cependant toujours relativement incertain comparé à d'autres armes : les fusils étaient toujours aussi primitifs et encombrants. Selon une estimation, au XVIe siècle, un archer pouvait tirer 15 flèches  pendant qu'un fusilier chargeait son arme à feu. La portée effective était seulement de 80 à 100 mètres, et à cette distance une balle pouvait facilement rebondir sur une armure. En outre, les fusils à platines à mèche étaient vulnérables à l'humidité et à la pluie car la poudre devenait inefficace. Cependant, les armes à feu pouvaient être utilisées par des fermiers ou par des soldats de bas-rang non-samouraïs.

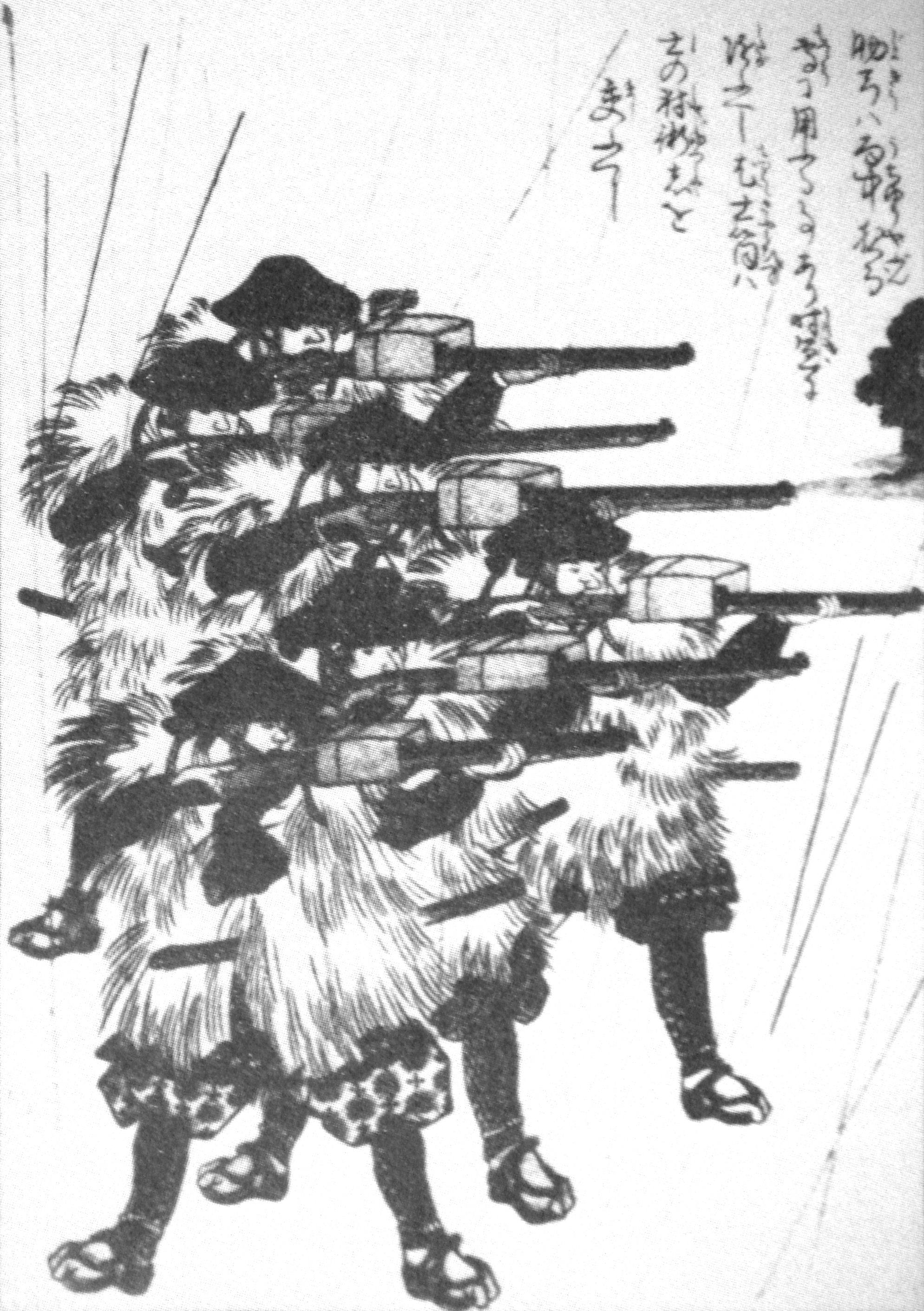
Fusils équipés de boîtes laquées pour les protéger de la pluie.

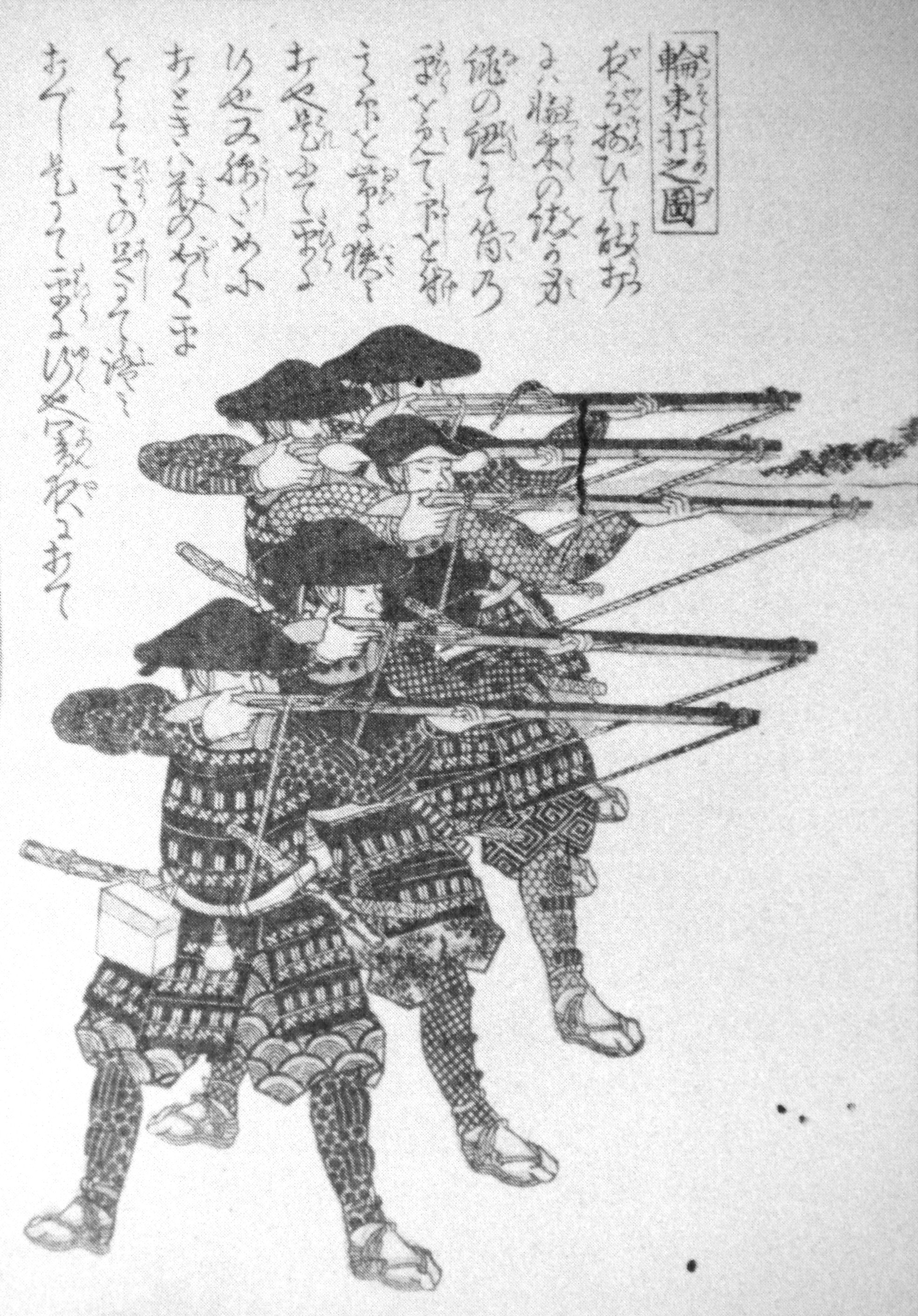
Cordes mesurées utilisées pour les tirs de nuit.

Les Japonais ont très vite développé différentes techniques pour améliorer l'efficacité des fusils, comme une méthode de tirs en série pour infliger une pluie des balles continue sur l'ennemi. Ils ont également augmenté la taille des calibres pour accroître la puissance létale. Des boîtes laquées ont été conçues pour pouvoir tirer sous la pluie, ainsi que des systèmes pour tirer avec précision de nuit en gardant un angle fixe grâce à des cordes mesurées.
Ainsi, en 1567, Shingen Takeda a annoncé que « dans l'avenir, les fusils seront les armes les plus importantes. Le nombre de lanciers par unité diminuera, et les soldats les plus efficaces seront ceux avec des armes à feu ». À la bataille de Nagashino en 1575, 3 000 fusiliers ont aidé à remporter la victoire, tirant par salve de 1 000. Protégés par une rivière et par des palissades en bois, ils purent briser les charges de la cavalerie ennemie sans se mettre en danger.
Le Japon était si enthousiaste de ces nouvelles armes qu'il a possiblement dépassé tous les pays européens en nombre absolu. Le Japon a également utilisé des fusils pendant l'invasion japonaise de la Corée en 1592, dans laquelle environ un quart des 160 000 soldats japonais étaient des fusiliers. Ils étaient extrêmement efficaces au début du conflit et sont parvenus à capturer Séoul 18 jours seulement après le débarquement à Pusan.

## Sakoku (1631-1854)
La guerre civile du Japon fut gagnée par Ieyasu Tokugawa, qui fonda le Shogunat Tokugawa, un puissant gouvernement qui maintiendra la paix et la prospérité au Japon pendant 250 ans. Au milieu du XVIIe siècle, le Japon a décidé de s'isoler face à l'influence croissante de l'Occident avec sa politique de Sakoku. La prolifération des armes à feu était alors étroitement contrôlée, menant même à leur abandon quasi total. Les raisons étaient nombreuses : beaucoup de samouraïs préféraient les sabres et détestaient les fusils qui remettaient en question les traditions ; après la victoire de Tokugawa, les armes à feu furent moins demandées au Japon, que la population dense protégeait d'une quelconque invasion ; et enfin, la distance croissante avec l'Occident a également affecté la popularité de cette arme, symbole occidental. La rébellion de Shimabara de 1637 fut le dernier conflit important où des armes à feu furent utilisées, avant les temps modernes.
Pendant deux siècles, la production d'armes à feu au Japon a été arrêtée et les Japonais ont abandonné leurs utilisations. Le Japon a ainsi tourné le dos aux armes à feu, tandis que l'Europe, au contraire, les utilisait de plus en plus et continuait à les améliorer constamment. Même les nouveaux développements technologiques n'étaient pas pris en compte : en 1636, une mission commerciale hollandaise a offert au Shogun une douzaine de fusils à platine à silex, sans effet.

## Fin de la période Tokugawa

### Retour des armes à feu

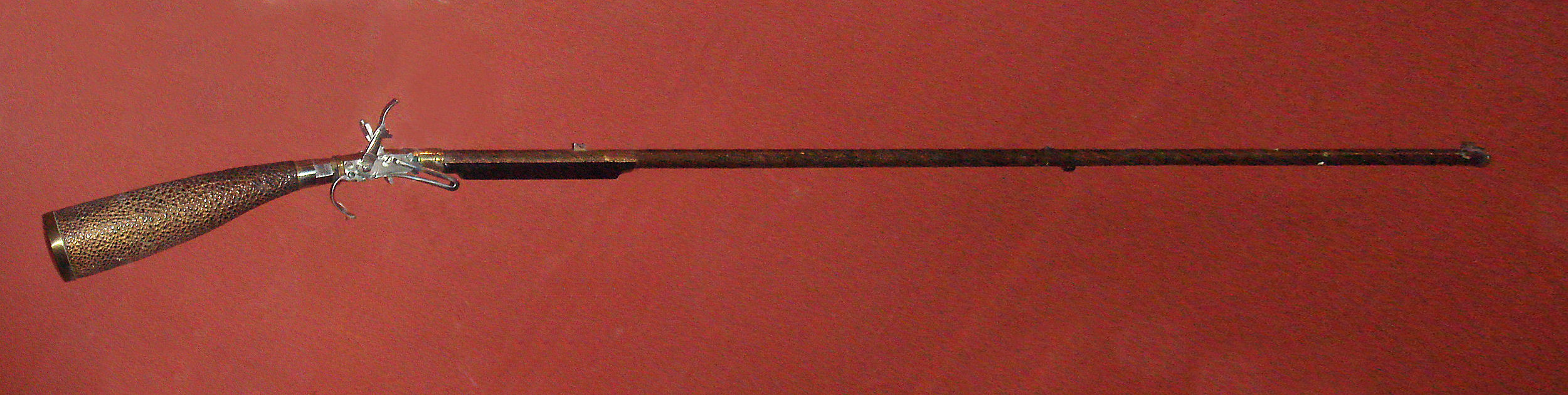
Fusil à air comprimé développé par l'inventeur japonais Ikkansai Kunimoto, vers 1820-1830.

Quelques Japonais ont commencé à étudier et expérimenter les récentes armes à feu occidentales à partir du début du XIXe siècle surtout pour trouver un moyen de repousser les visites des bateaux étrangers, comme celle de la frégate britannique HMS Phaeton en 1808. Grâce au Rangaku (les « études occidentales » via les Néerlandais), des armes à air comprimé ont été développées par Ikkansai Kunimoto vers 1820-1830. À partir de 1828, des expériences ont été faites avec des mécanismes de platine à silex.

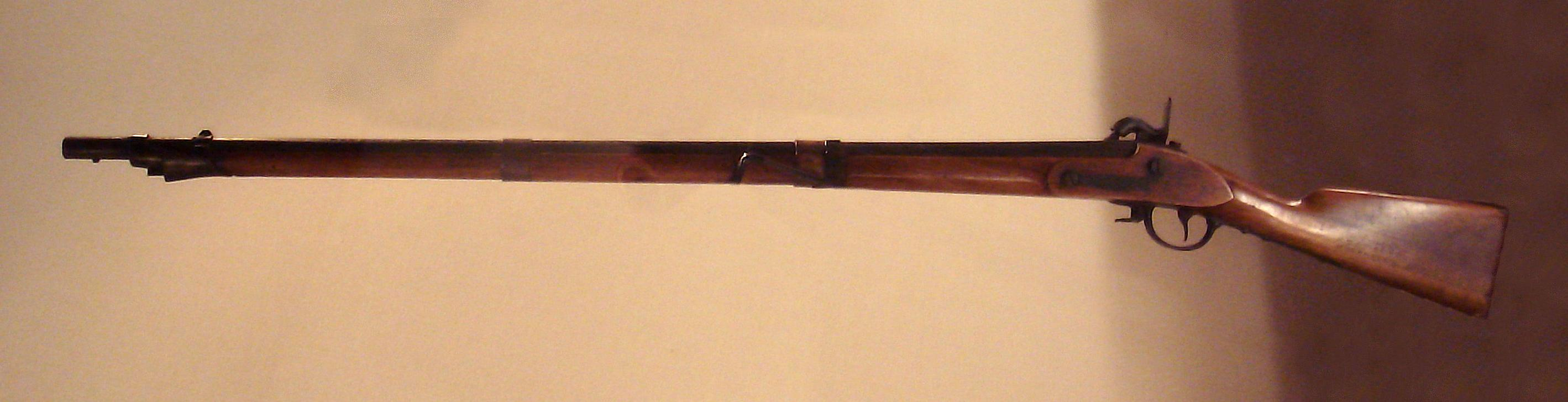
Un fusil "Gewehr" utilisé au Japon au XIXe siècle.

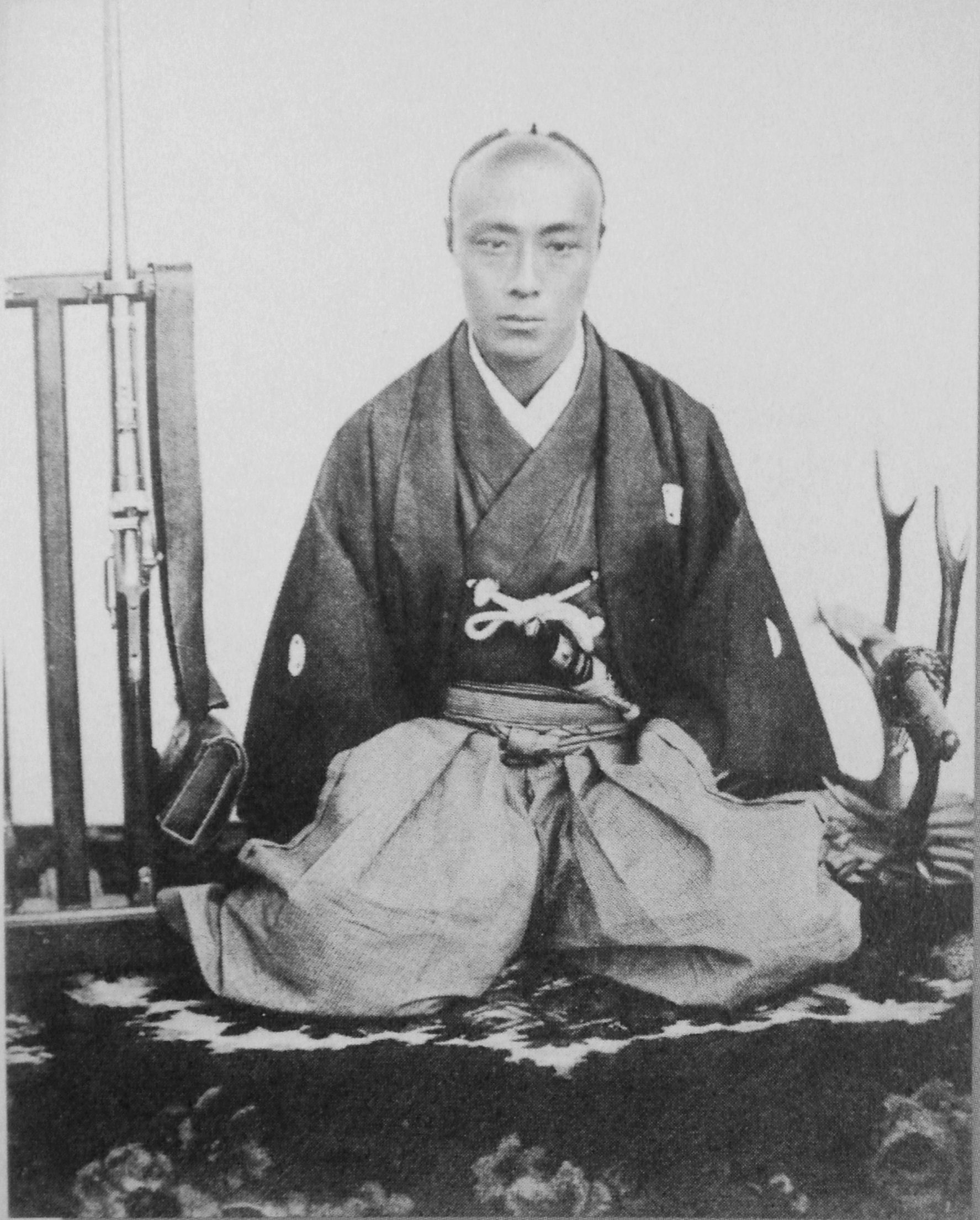
Le Shogun Yoshinobu Tokugawa avec un sabre et un fusil Sharps.

Le samouraï de Nagasaki Shūhan Takashima (高島秋帆, Takashima Shūhan) a commencé à importer des fusils Gewehr à partir des Pays-Bas à partir des années 1840. Il fit la première démonstration des techniques militaires occidentales pour le Shogunat Tokugawa, à Tokumarugahara (au nord d'Edo) le 27 juin 1841.
Avec l'arrivée du commodore Matthew Perry en 1854 et l'ouverture du pays au commerce mondial, des efforts ont été faits pour rééquiper le Japon avec des armes à feu modernes. De vieilles armes à platine à mèches ont été récupérées et transformées en platine à silex.

### Guerre de Boshin (1867-1869)
L'imminence de la guerre civile au Japon et l'opposition de différents seigneurs féodaux face au Bakufu, a conduit à un réarmement important jusqu'à la guerre de Boshin. Dans le même temps, l'Occident connaissait une révolution technologique, avec l'invention de fusils à chargement par la culasse et même de mitrailleuses, de sorte que les armées japonaises étaient équipées de technologies importées de divers pays, tels que la France, l'Allemagne, les Pays-Bas, la Grande-Bretagne ou les États-Unis, qui coexistaient avec des fusils Tanegashima traditionnels.

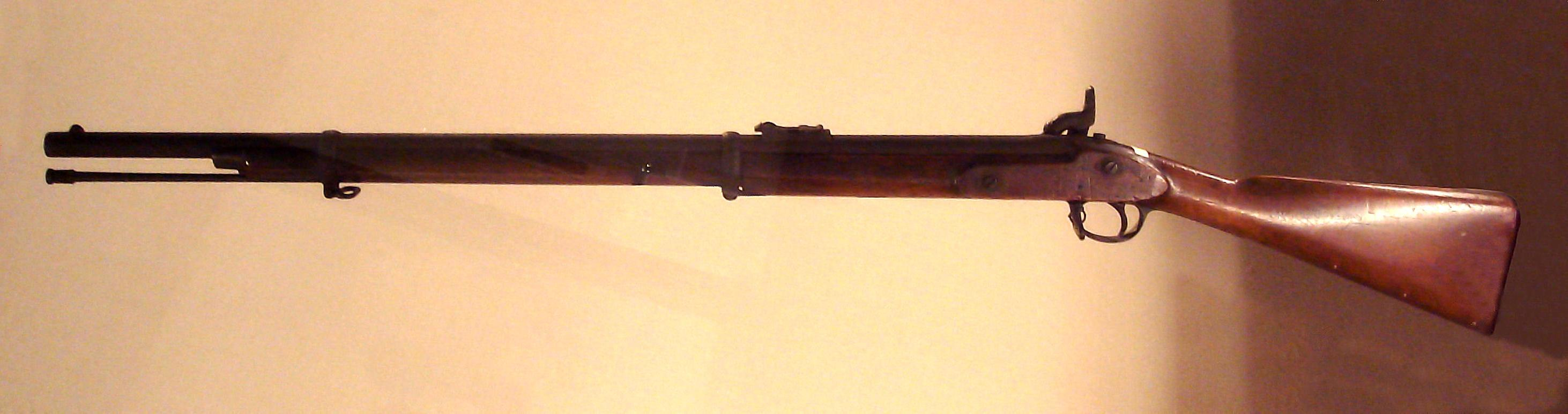
Fusil Minié français à chargement par la bouche utilisé pendant la guerre de Boshin par les troupes impériales, mais aussi par le des troupes shogunales.

Pendant la guerre de Boshin, la plupart des troupes shogunales utilisaient des fusils Gewehr à canon lisse. Ces armes étaient assez archaïques et limitaient les possibilités, avec une portée effective d'environ 50 mètres, et une cadence d'environ deux coups par minute. Des fusils Minié, beaucoup plus efficaces, étaient également utilisés par les armées du Shogun. Le daimyo de Nagaoka, un allié du Shogun, possédait deux Gatling et plus de mille fusils modernes. Le shogounat est connu pour avoir passé une commande de 30 000 fusils Dreyse à percuteur en 1866. En 1867, des commandes ont été passées pour 40 000 Chassepot, des fusils français dernier cri, dont une partie est arrivée à Edo en fin d'année. Le Bakufu continuait néanmoins à utiliser des fusils Tanegashima désuets.

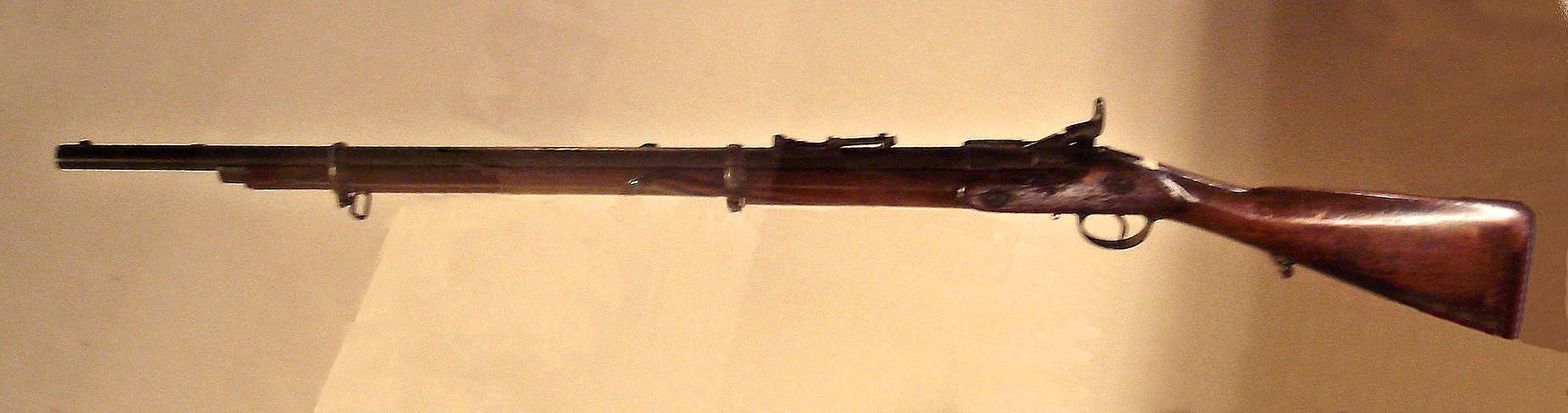
Un fusil Snider à chargement par la culasse utilisé au Japon durant la guerre de Boshin.

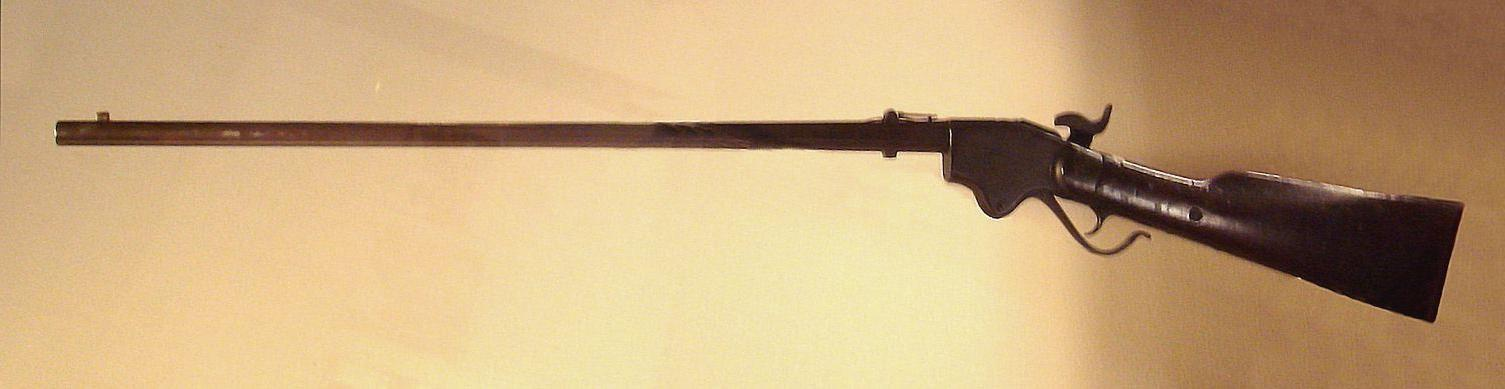
Un fusil à répétition Spencer, utilisé par Tosa.

Les troupes impériales utilisaient principalement des fusils Minié, qui étaient beaucoup plus précis, mortels, et de plus grande portée que les fusils Gewehr à canon lisse, bien que, étant également chargeables par la bouche, ils étaient limités à deux coups par minute. Des armes améliorées à chargement par la culasse, tels que le Snider, permettant dix coups à la minute, étaient employées par les troupes du domaine de Tosa contre le Shogitai du Shogunat à la bataille d'Ueno, en juillet 1868. Dans la deuxième moitié du conflit, sur le théâtre du Nord-Est, les troupes de Tosa sont connues pour avoir utilisé le fusil à répétition Spencer. Les armes de poing américaines étaient également populaires, comme le Smith & Wesson Army No 2 de 1863 qui fut importé au Japon par le marchand écossais Thomas Blake Glover et employé par les forces de Satsuma.

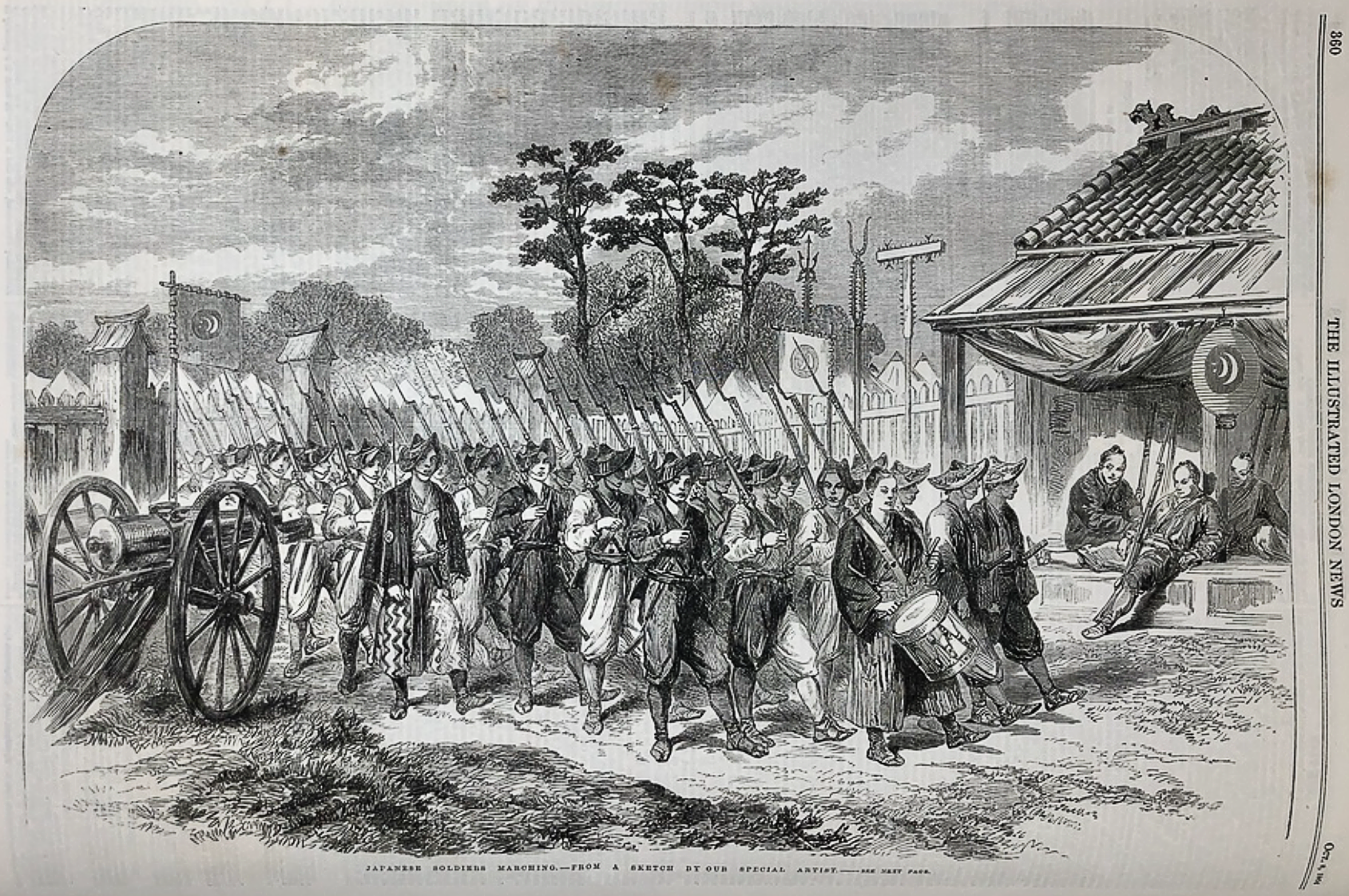
Troupes shogunales avec des armes à feu en 1864.
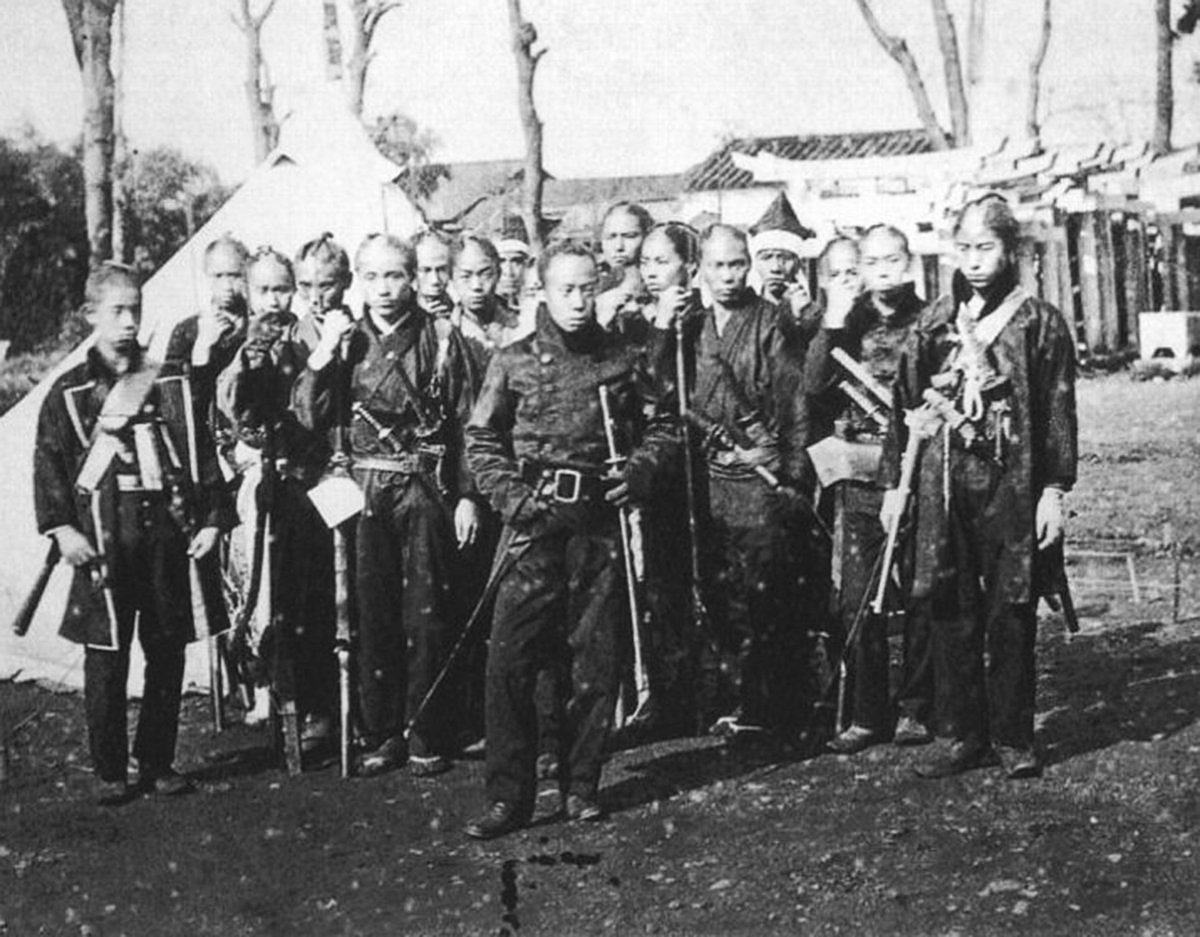
Des soldats du Shogunat en uniformes occidentaux et avec des armes à feu, vers 1867.
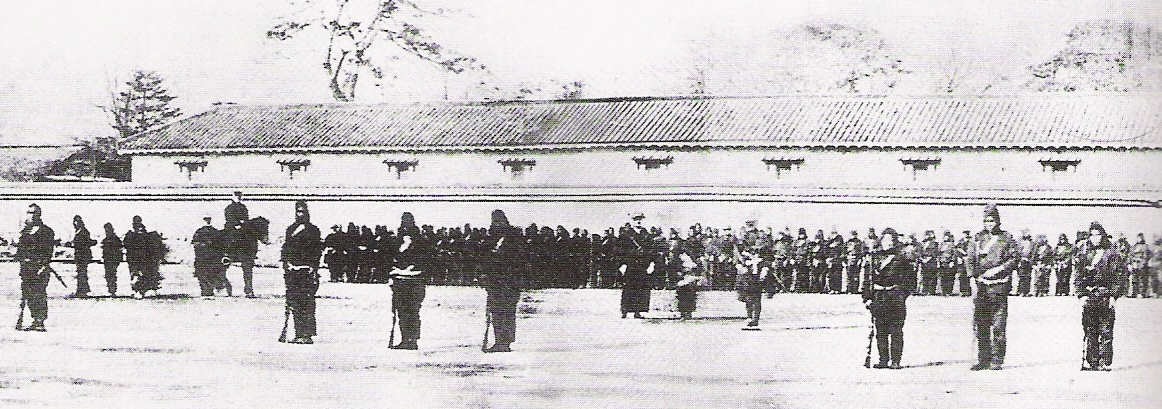
Entraînement des troupes shogunales aux armes à feu par la Mission militaire française au Japon en 1867.
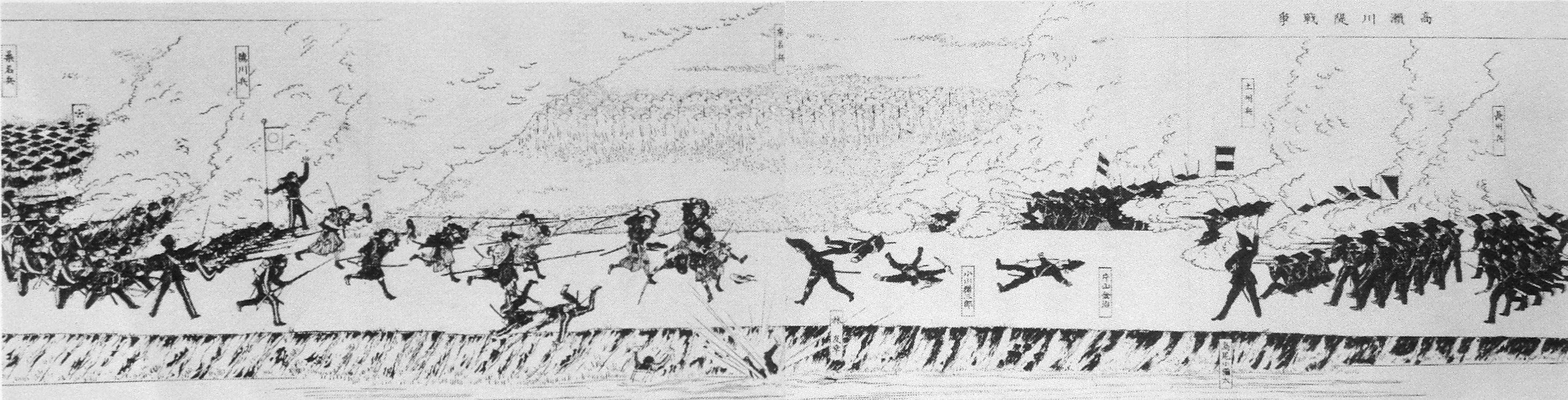
Échanges de salves à la bataille de Toba-Fushimi, 1868.
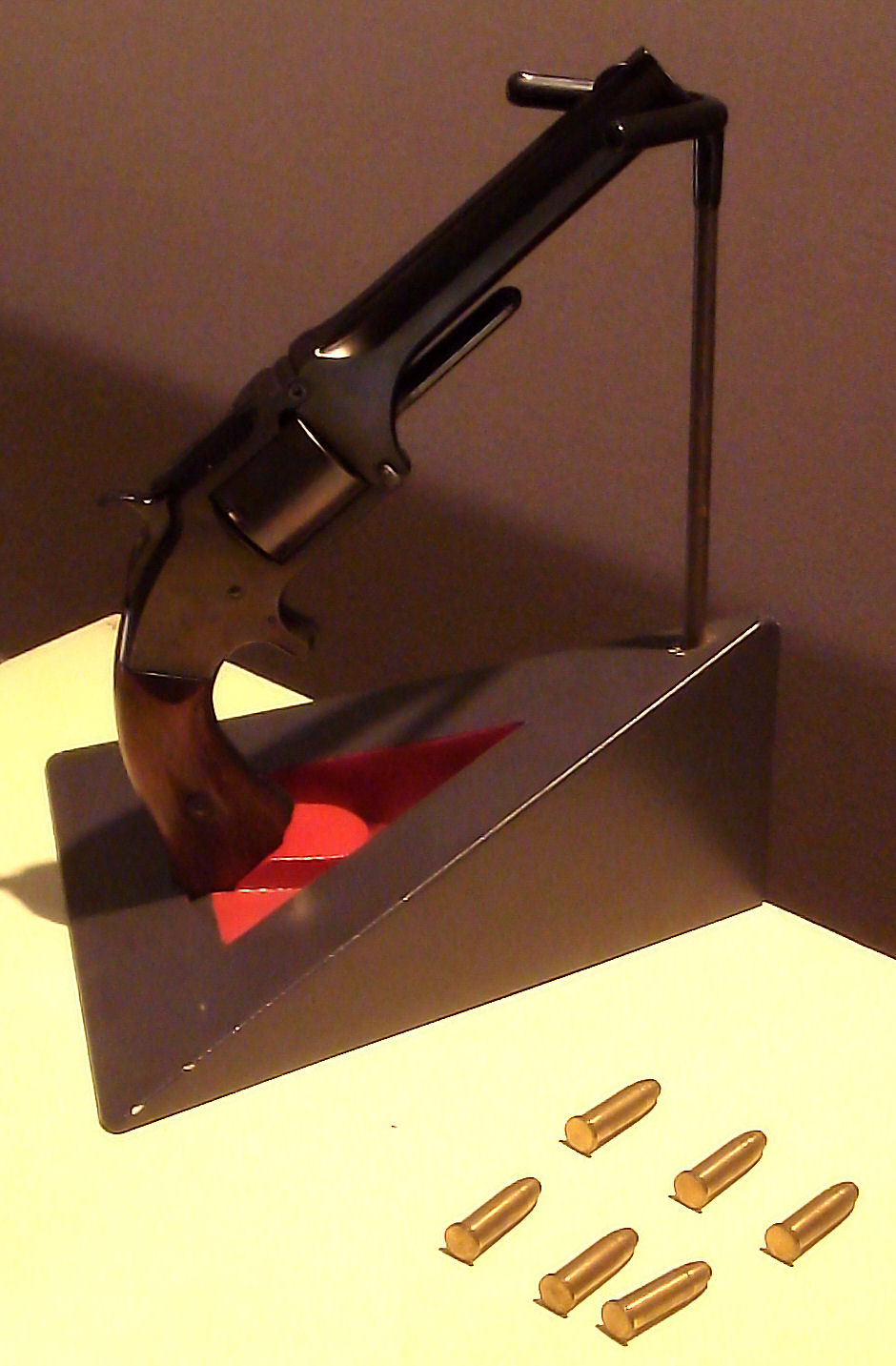
Le Smith & Wesson Army No2 était utilisé par les forces de Satsuma (celui-ci appartenait à Ryōma Sakamoto).

## Époque contemporaine

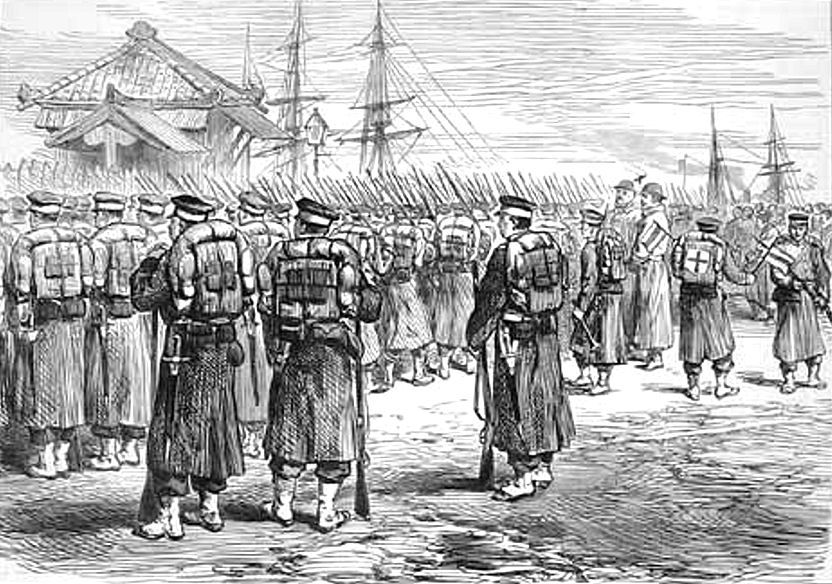
Les troupes embarquant à Yokohama pour combattre pendant la rébellion de Satsuma en 1877.

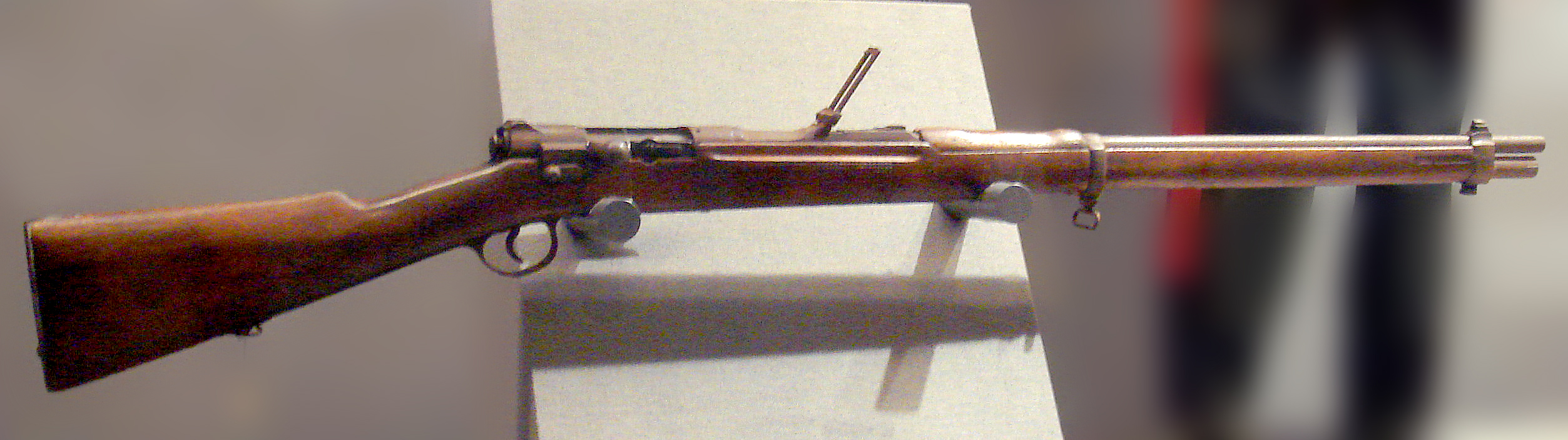
Le fusil Murata, le premier fusil entièrement japonais.

Après la restauration de Meiji, le Japon a continué à utiliser des armes importées. La récente armée impériale japonaise a intensivement utilisé des armes à feu contre les forces rebelles samouraïs traditionnelles de la rébellion de Satsuma en 1877, avec en moyenne 320 000 munitions tirées chaque jour du conflit. Après la rébellion de Satsuma, le Japon s'est surtout appuyé sur le Chassepot français.
Le Japon a finalement développé son propre modèle, le fusil Murata, dérivé du fusil Gras de 1874. Ce fut le premier fusil fabriqué localement de A à Z, et fut employé de 1880 à 1898.

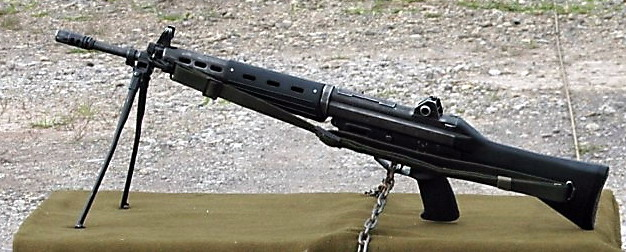
Le Howa Type 89.

Plus tard, le complexe militaro-industriel japonais a développé la très populaire série des Arisaka, qui fut employée jusqu'à la fin de la Deuxième Guerre mondiale.
Après la fin de la guerre, la dissolution de l'armée impériale japonaise et l'établissement des forces d'autodéfense japonaises en 1947, le Japon s’est équipé des fusils M1 Garand, donnés par les États-Unis. Néanmoins, depuis le milieu des années 1950, l'Agence de Défense du Japon a commencé à développer ses propres fusils de bataille, tel que le Howa Type 64 et des fusils d'assaut comme le Howa Type 89 qui a graduellement remplacé l'ancien.